# Grodzisk (województwo łódzkie)
Grodzisk – wieś w Polsce położona w województwie łódzkim, w powiecie brzezińskim, w gminie Dmosin.
Wieś szlachecka Grodzisko położona była w drugiej połowie XVI wieku w powiecie rawskim ziemi rawskiej województwa rawskiego. W latach 1975–1998 miejscowość administracyjnie należała do województwa skierniewickiego.
Nazwa Grodzisk powstała prawdopodobnie od pradawnej osady zwanej grodziskiem, której ślady zostały odkryte na wzgórzu przy rzece Mrodze (droga Dmosin - Kałęczew). Na wzgórzu tym znajduje się zabudowane gospodarstwo, ale badania archeologiczne oraz stromy brzeg rzeki wskazują, że było w tym miejscu kiedyś obronne grodzisko. Nazwa miejscowości: Grodzisk pozostała do dziś.